# Träff i helfigur (TV-serie)
Träff i helfigur är en svensk dramaserie från 1987 med bland andra Stig Grybe och Örjan Ramberg.

## Om TV-serien
Harry Friberg, som håller på med en fotobok om Stockholms kulturliv, sammanförs genom en bekant med succéförfattaren Alf Iverson och tar, trots författarens humörsvängningar, en bildserie av denne. På kvällen blir Friberg uppringd i labbet av Iverson, som ber honom att komma ut till den fest som pågår ute i Södertörns villastad hos deras gemensamma förläggare, Jac Vincent. Friberg anländer lagom för att hitta Iverson skjuten – fastspänd som helfigur på den skjutbana som ligger i skogen bortom Vincents villa.
Innan en mördare grips av polisen kretsar den dramatiska handlingen kring ett antal kärleksförhållanden sammanvävda med de försvunna manusen till Iversons genombrottsroman Stella och den nya roman han arbetat med hela våren.
Serien hade premiär i Sveriges Television på Kanal 1 den 9 november 1987. Förlagan till manuset var Stieg Trenters roman Träff i helfigur från 1948.

## Rollista
- Örjan Ramberg – Harry Friberg
- Stig Grybe – Vesper Johnson
- Lars Green – Alf Iverson
- Mats Bergman – Robert Cleve
- Ewa Fröling – Monica Iverson
- Frej Lindqvist – Jac Vincent
- Agneta Ekmanner – Anna Vincent
- Lil Terselius – Jenny Iverson
- Ted Åström – Carl-Oscar Iverson
- Hans Bendrik – Clason
- Per Sandborgh – redaktör Leffler
- Karin Sjöberg – Barbro Hall
- Ulla Akselson – hembiträde
- Gregor Dahlman – vaktmästare
- Thomas Hanzon – Ohlsson
- Hans Sundberg – gammal lodis
- Lars Dejert – ung lodis
- Carl Kjellgren - festdeltagare

## DVD
Serien gavs ut på DVD 2006 och 2011 (båda Pan Vision).